# Monteaperti
Monteaperti (manchmal Montaperti) ist eine Fraktion der Italienischen Gemeinde Castelnuovo Berardenga, in der Provinz Siena, in der Toskana.

## Geografie
Der Ort liegt etwa 6 km südwestlich des Hauptortes Castelnuovo Berardenga und ca. 8 Kilometer östlich der Stadt Siena auf 252 m s.l.m.. Im Jahr 2001 hatte er ca. 465 Einwohner 2011 waren es 652. Der Ort liegt wenige Meter östlich des Flusses Arbia und nordwestlich des Zuflusses Malena.

## Geschichte

### Die Schlacht von Montaperti

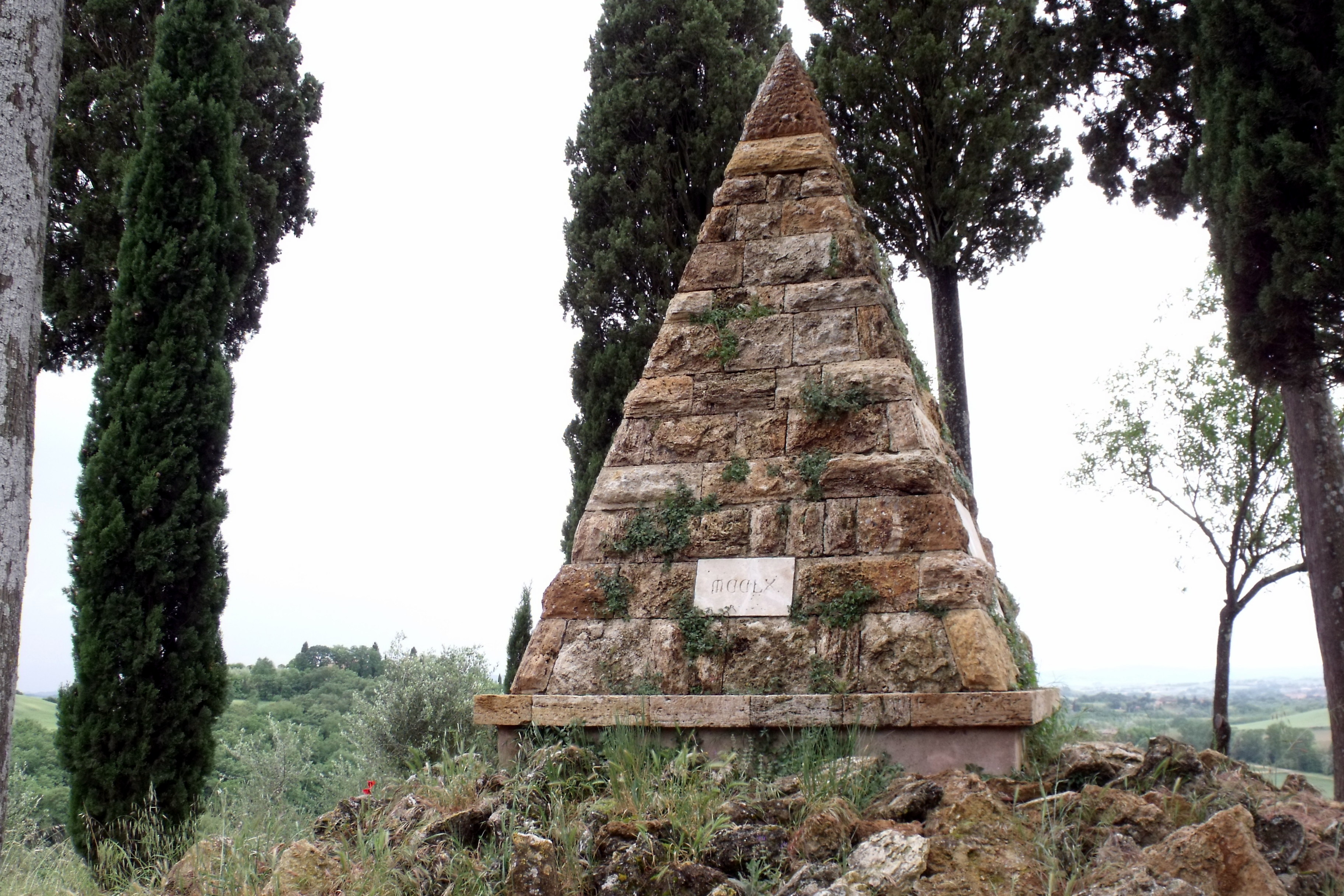
Piramide di Montaperti

Am 4. September 1260 fand eine historische Schlacht zwischen den Ghibellinen von Siena und den Welfen von Florenz statt. Hier erlitt die mächtige florentinische Armee unter der Führung von Bocca degli Abati eine schwere Niederlage gegen die sienesische Armee, die mit König Manfred von Sizilien verbündet war.
Dieser Konflikt wurde dann von Dante Alighieri wieder aufgenommen und durch die Erwähnung in seiner Komödie noch berühmter gemacht: «Die Qual und der große Schaden, der den Arbia rot gefärbt hat.». Im 10. Gesang der Hölle kommen Dante und Virgil, sein Führer, im Kreis der Ketzer an, unter denen sich Farinata degli Uberti befindet, während er in dem 32. Gesang auf Bocca degli Abati trifft.

## Sehenswürdigkeiten

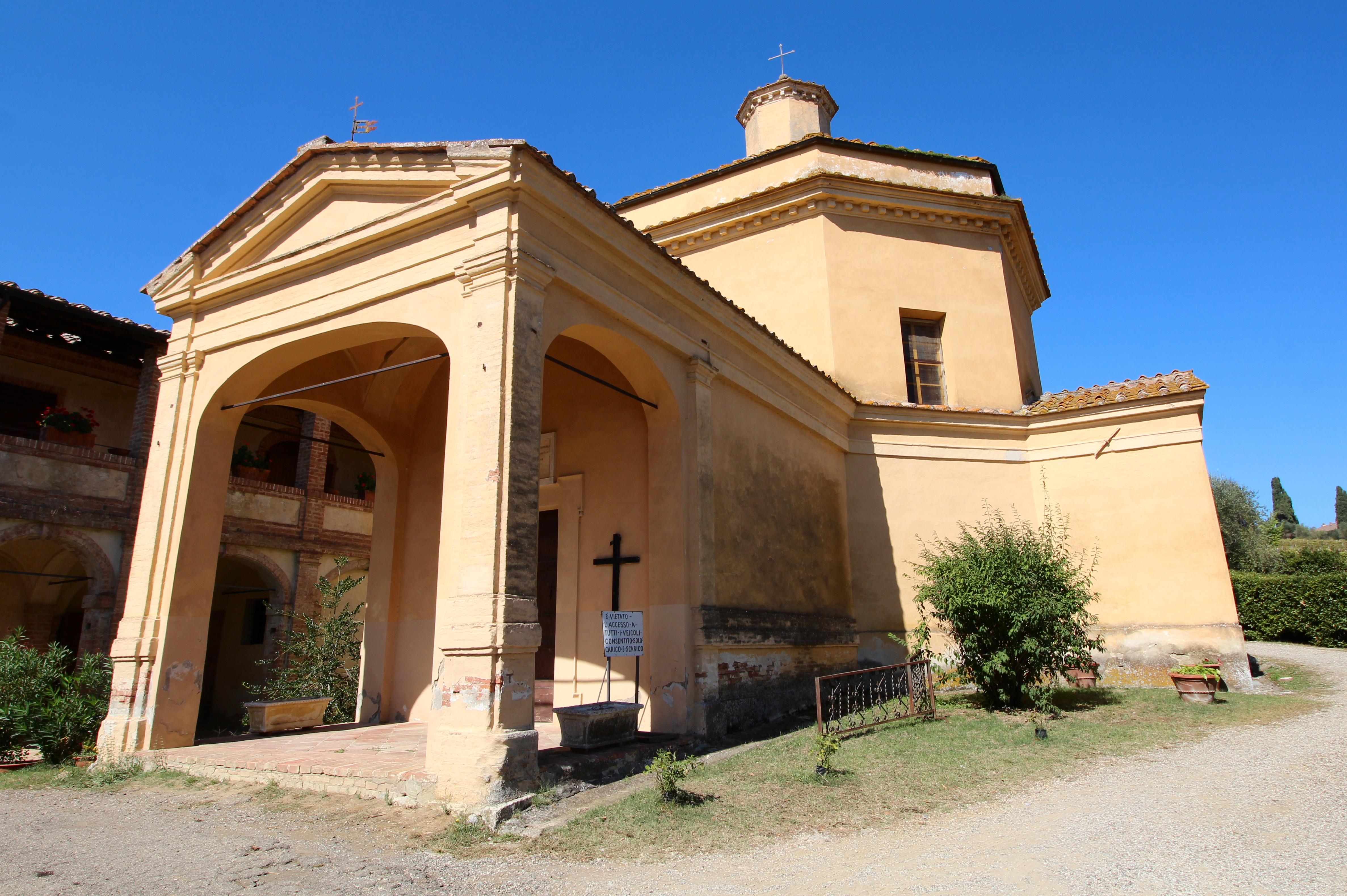
Santa Maria Assunta (Santa Maria in Dofàna)

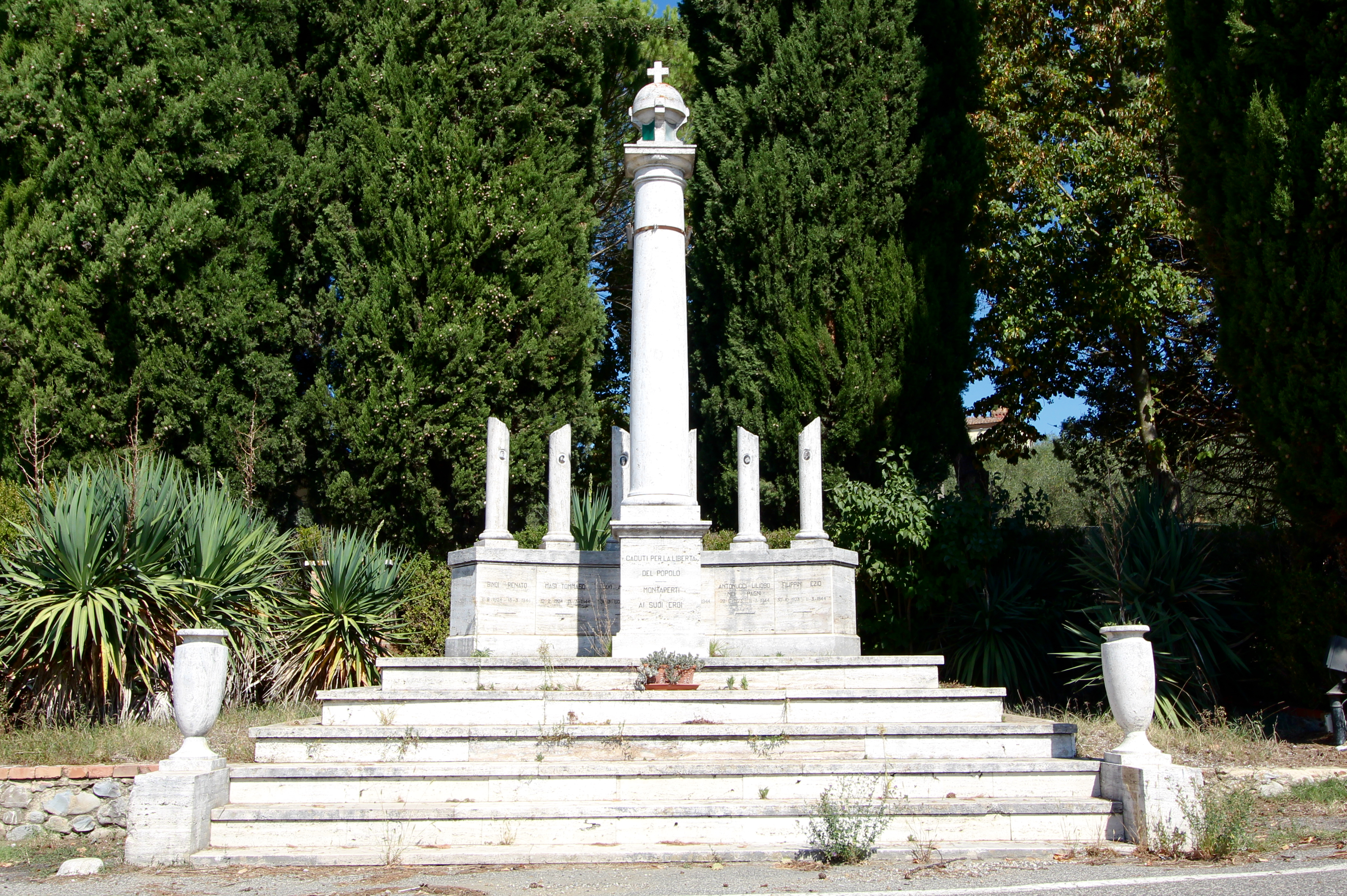
Monumento ai caduti

### Religiöse Architektur
- Santa Maria Assunta, Pfarrkirche der Fraktion,[7] wurde als Oratorium des Bauernhofs von Monteaperti erbaut, die ursprünglich nach San Biagio benannt war.[5] In der ersten Hälfte des 19. Jahrhunderts wurde der Pfarrtitel Santa Maria in Dofana auf diese Kirche übertragen und das Gebäude erweitert.[5]

### Zivilarchitektur
- Fattoria di Monteaperti[5]
- Villa Brignole[5]

### Militärarchitektur
- Castello di Monteapertaccio, Ruinen[5]

### Denkmäler
- Piramide di Montaperti[1][2]
- Monumento ai caduti, das Kriegerdenkmal

## Verkehr
- Die Anschlussstelle Casetta/Monteaperti liegt an der Provinzalstraße Strada statale 326 di Rapolano (auch Siena-Bettolle genannt), die von Siena nach Bettolle führt und hier Anschlüsse an die Autostrada A1 und den RA 6. Über Siena kann der RA 3 nach Florenz erreicht werden.
- Die nächstgelegene Haltestelle des Schienenverkehrs liegt in Siena, ca. 8 km entfernt. Sie liegt an der Bahnlinie Siena-Empoli-Chiusi/Grosseto.